# Meister des Robert Gaguin
Als Meister des Robert Gaguin wird ein mittelalterlicher Buchmaler bezeichnet, der um 1485/1495 wohl in Paris in Frankreich tätig war. Der namentlich nicht bekannte Künstler erhielt seinen Notnamen nach einem von ihm illuminierten Werk. Es ist dies ein Exemplar der Übersetzung von Caesars Gallischem Krieg auf Französisch durch den französischen Humanisten und Philosophen Robert Gaguin. Eine der darin gemalten Miniaturen zeigt die Übergabe des Buches an König Karl VIII. Das Werk ist heute in Privatbesitz.

## Stilistische Beziehungen
Der Stil des Meister des Robert Gaguin ist eng verwandt mit dem anderer zeitgenössischer Buchmaler und ihren Werkstätten in Paris. So zeigt er z. B. Verwandtschaft mit dem Stil des Meisters der Apokalypsenrose oder dem des Meisters des Jacques de Besançon. Wie letzterer hat der Meister des Robert Gaguin auch für den erfolgreichen Verleger Anthoine Vérard einzelne gedruckte Buchwerke illustriert.

## Werke (Auswahl)
Der Meister des Robert Gaguin hat vor allem weltliche Werke illustriert. Ihm werden u. a. Illustrationen zu folgenden Werke zugeordnet:
- Commentaires de Jules Cesar, de la guerre de Gaule. Traduits par feu Robert Gaguin. Privatbesitz
- Lancelot. Paris, Bibliothèque Nationale, Rés. Véllins 617
- Le Jouvenal. Privatbesitz
- Le Recueil des histories troiennes. Chantilly MC 1080
- L’Ordinaire des crestiens. Paris, Bibliothèque Nationale, Rés. Véllins 357
- Vergil-Kommentar des Servius, Dijon, BM - ms. 0493